# Fossil (Oregon)
Fossil è una città degli Stati Uniti d'America situata nell'Oregon, nella Contea di Wheeler, della quale è il capoluogo.